# با عشق (ترانه هیلاری داف)
«با عشق» تک‌آهنگی از هنرمند اهل ایالات متحده آمریکا هیلاری داف است که در ۲۰ فوریه ۲۰۰۷ منتشر شد. این تک‌آهنگ در آلبوم وقار (آلبوم هیلاری داف) قرار داشت.
این تک‌آهنگ در چارت‌های در رتبه اول و در چارت‌های ایتالیا، اسپانیا جزو ده ترانه اول قرار گرفت.